# DINO (芸能事務所)
株式会社DINO（ディノ）は、日本の芸能プロダクション。

## 概要
株式会社名東（めいとう）は主にAV女優のマネジメントを手掛けており、一部の所属モデルは提携関係にある「株式会社ディノ」（Dino）にも所属していた。
2019年3月に名東公式サイトが閉じられ、所属タレントは移籍、もしくはディノへの一本化が図られている。
2022年1月、DINOが千代田区神保町 鉄建ビルから渋谷区神宮前 5-39-8スカーラ神宮前206に移転。
SPA・第二プロダクション協会会員。2023年時点での代表取締役は道斎義和。
2024年8月31日、Akiba Stella Cubeにて事務所主催ライブ「DINOスーパーLive夏祭り2024」を開催。

## 所属モデル
- 乃木蛍[7]
- 永野いち夏[8]
- 夏目響
- 明日見未来
- 香水じゅん
- 音琴るい
- 雨宮凜
- 乃南ゆい
- 雨依つばめ
- 乃々瀬あい
- 安西天
- あやせ舞菜
- 稲森あみ
- 岡本莉里
- 月雲よる
- 齋藤かさね
- 沙優七羽
- 榊原萌
- 美雛みい

## 過去に所属していた主なモデル
- 宝部ゆき
- 葉月奈穂
- 春風えみ
- 竹内順子（白河雪乃）
- 小向杏奈（桜井麻美）
- 麻美らん
- 南まりん（星乃せあら）
- 小栗杏菜
- 柚月ひかる
- 梨々花（長澤リカ）
- 須真杏里
- 鈴音りおな
- 椎名ひかる
- 立花里子
- 成宮ルリ
- 森川あみ（前田陽菜）
- 北川エリカ
- 管野しずか
- 神尾舞
- モカ
- 小泉まり
- 花野真衣（黒木麻衣）
- さくらゆめ
- 菊川みつ葉
- 羽田つばさ
- 妃ひかり[9]
- 立浪花恋
- 雨宮凛[10]
- 鈴木ちひろ[11]
- 工藤まなみ
- みながわ千遥[12]
- 水嶋アリス（名東から移籍）[13]
- 梨々花（名東から移籍）[14]
- 真樹涼子
- 天海つばさ
- 北島玲
- 白坂有以
- 二階堂夢
- 青木桃[15]
- 望月瞳
- 滝冬煇
- 初芽ゆあ（小川はつめ）
- 一ノ瀬あおい